# Walter Haymann
 (janvier 2024).
 (janvier 2024).
La mise en forme du texte ne suit pas les recommandations de Wikipédia : il faut le « wikifier ».
Les points d'amélioration suivants sont les cas les plus fréquents. Le détail des points à revoir est peut-être précisé sur la page de discussion.
- Les titres sont pré-formatés par le logiciel. Ils ne sont ni en capitales, ni en gras.
- Le texte ne doit pas être écrit en capitales (les noms de famille non plus), ni en gras, ni en italique, ni en « petit »…
- Le gras n'est utilisé que pour surligner le titre de l'article dans l'introduction, une seule fois.
- L'italique est rarement utilisé : mots en langue étrangère, titres d'œuvres, noms de bateaux, etc.
- Les citations ne sont pas en italique mais en corps de texte normal. Elles sont entourées par des guillemets français : « et ».
- Les listes à puces sont à éviter, des paragraphes rédigés étant largement préférés. Les tableaux sont à réserver à la présentation de données structurées (résultats, etc.).
- Les appels de note de bas de page (petits chiffres en exposant, introduits par l'outil «  Source ») sont à placer entre la fin de phrase et le point final[comme ça].
- Les liens internes (vers d'autres articles de Wikipédia) sont à choisir avec parcimonie. Créez des liens vers des articles approfondissant le sujet. Les termes génériques sans rapport avec le sujet sont à éviter, ainsi que les répétitions de liens vers un même terme.
- Les liens externes sont à placer uniquement dans une section « Liens externes », à la fin de l'article. Ces liens sont à choisir avec parcimonie suivant les règles définies. Si un lien sert de source à l'article, son insertion dans le texte est à faire par les notes de bas de page.
- La présentation des références doit suivre les conventions bibliographiques. Il est recommandé d'utiliser les modèles {{Ouvrage}}, {{Chapitre}}, {{Article}}, {{Lien web}} et/ou {{Bibliographie}}. Le mode d'édition visuel peut mettre en forme automatiquement les références.
- Insérer une infobox (cadre d'informations à droite) n'est pas obligatoire pour parachever la mise en page.

Pour une aide détaillée, merci de consulter Aide:Wikification.
Si vous pensez que ces points ont été résolus, vous pouvez retirer ce bandeau et améliorer la mise en forme d'un autre article.
Pour les articles homonymes, voir Haymann.
Walter Haymann (21 décembre 1926 - 23 décembre 2011) est un peintre juif suisse, élève d'Ernst Gubler et de Johannes Itten à l'école d'arts appliqués de Zurich.

## Biographie
Walter Haymann est le fils du dentiste Detmar Haymann et de la pianiste et chanteuse Erna Haymann (née Weil). Sa sœur, de deux ans son aînée, meurt en 1937, ce qui préoccupe Haymann pendant toute sa vie. En 1945, Haymann obtient son diplôme de fin d'études secondaires à Zurich et commence ses études à l'École d'arts appliqués de Zurich sous la direction d'Ernst Gubler, Heinrich Müller et Johannes Itten. En 1947, il est transféré à l'Académie de la Grande Chaumière pour étudier avec Othon Friesz et d'autres. Un an plus tard, Haymann vit et peint en Provence lors d'un séjour d'études à Arles. En 1949, il étudie à l'Académie d'André Lhote à Paris.
En 1950, Haymann travaille dans le kibboutz Nachshonim en Israël. En 1953, il devient membre du cercle d'artistes zurichois « Der Ring ». En 1956, Haymann part étudier en Sicile. En 1958, il suit une formation de professeur de dessin à l'École des arts appliqués de Zurich. Il travaille ensuite à l'internat de Glarisegg, à l'AKAD de Zurich et au MARS de Zurich.
En 1984, Haymann épouse Irene Keller, survivante polonaise de l'Holocauste, originaire de Cracovie, qu'il connaissait depuis 1959. Le couple voyage en Italie, en France, en Grèce et en Israël, mais reste sans enfant. Leur rencontre avec le galeriste Rudolf Maag en 1995 débouche sur une exposition dans la « Gallaria Chesina » de Maag à Sils. Par la suite, Maag représente Haymann et organise des expositions annuelles de ses œuvres. En 2010, un an avant sa mort en 2011, Haymann a créé la Fondation Walter Haymann à Zurich.

## Œuvres
Walter Haymann peint des huiles expressionnistes aux couleurs vives et des dessins au pastel. Son œuvre comprend 3000 tableaux de différents formats, la plupart peints sur carton gris. Son œuvre est marquée par des natures mortes de fleurs et d'objets, des paysages et des impressions de la vie juive, dont beaucoup sont aujourd'hui conservées dans la collection du Musée juif de Suisse. Ses modèles étaient son professeur Ernst Gubler, Paul Cézanne et les fauvistes. Son œuvre de jeunesse est moins colorée, l'œuvre tardive est plus intense. Haymann peignait dans son atelier, souvent d'après des esquisses au pastel ou des photos.

## Expositions
- 1949 : Exposition collective « Jeunes artistes zurichois » au Kunsthaus Zurich
- 1955 : Exposition collective « Le Ring » au Helmhaus de Zurich
- 1956 : « Exposition d'art suisse » à la Foire de Bâle
- 1958 : Exposition personnelle au Strauhof, Zurich avec des images et des dessins[4]
- 1960 : Exposition collective « L'Anneau » du sculpteur et peintre Zurich I au Musée zu Allerheiligen, Schaffhouse
- 1966 : Exposition collective « Artistes zurichois » à la Foire de Bâle
- 1968 et 1976 : Exposition à la Galerie Burgdorfer-Elles à Zurich[5],[6]
- 1987 : Exposition à la Galerie Baumberger à Zurich
- 1995 : Exposition à la « Gallaria Chesina » de Maag à Sils
- 1996 : Exposition à la Galerie White Wind à Zurich
- 2003 : Exposition dans la tour du Musée polonais de Rapperswil[1]

## Fondation, dotation
En 2010, Walter Haymann a créé la Fondation Walter Haymann, dont le siège est à Zurich. Elle a pour but de préserver, de cultiver et de faire connaître son œuvre artistique, ainsi que de promouvoir et de soutenir financièrement la peinture et la sculpture suisse en attribuant des prix et des bourses d'études, en versant des contributions, en achetant des œuvres et en contribuant à des expositions. La fondation travaille entre autres sur un répertoire d’œuvres en ligne, rend l'histoire de la famille Haymann accessible, présente des expositions de ses œuvres et travaille à la réalisation d'autres objectifs de la fondation. 